# Quentin Bigaré
Quentin Bigaré (25 maart 1994) is een Belgisch hockeyer.

## Levensloop
Bigaré is sinds 2018 aangesloten bij Royal White Star HC, hieraan voorafgaand kwam hij uit voor Orée HC.
Daarnaast is de middenvelder actief bij het Belgisch zaalhockeyteam. Met de Indoor Red Lions nam hij onder meer deel aan het Europees kampioenschap van 2022 in Hamburg.